# 宮崎県総合文化公園
宮崎県総合文化公園（みやざきけんそうごうぶんかこうえん）は、宮崎県宮崎市にある総合公園である。

## 歴史
この地には1924年に設立された宮崎高等農林学校があり、1949年に後継となる宮崎大学農学部が設立された。1972年に宮崎学園都市への移転が決定し、1984年から1988年にかけて順次移転された。宮崎県は1983年に、置県100年記念事業として大学跡地に総合文化公園の整備計画を発表。1988年に宮崎県立図書館、1993年に宮崎県立芸術劇場（2008年4月から、ネーミングライツにより「メディキット県民文化ホール」）、1995年には宮崎県立美術館が完成した。1998年には、建設省（現・国土交通省）より公共建築百選に選定された。

## 園内の設備
公園の敷地は東西450メートル・南北370メートルの長方形で、東側は図書館・芸術劇場・美術館と石畳の文化広場、西側は県民広場となっている。文化広場には噴水や、アメリカの彫刻家ジョージ・シュガーマン (George Sugarman) によるモニュメントが配されている。県民広場には芝生広場や石の広場、しょうぶ園などがあり、災害時の避難場所や遊水地としての機能も持つ。桜が植えられており、お花見スポットにもなっている。